# Ádám Gyurcsó
Ádám Gyurcsó, né le 6 mars 1991 à Tatabánya, est un footballeur international hongrois. Il joue actuellement au poste d'ailier gauche à l'AEK Larnaca.

## Biographie

### En club
Ádám Gyurcsó commence sa carrière professionnelle au club de Videoton. En 2011, il est prêté pour une saison au club de Kecskeméti.
Le 4 juillet 2013, il inscrit un but en Ligue Europa sur coup franc face au club monténégrin du Mladost Podgorica.
En janvier 2016, il signe en faveur du club polonais du Pogoń Szczecin.

### En équipe nationale
Il fait ses débuts internationaux le 1er juin 2012, en tant que remplaçant contre la République tchèque. Il entre en jeu à la 65e minute et marque un but. 
Trois jours plus tard, il joue comme titulaire dans un match contre la république d'Irlande.

## Palmarès

### En club
- Videoton FC
  - Champion de Hongrie en 2011 et 2015
  - Vainqueur de la Coupe de la Ligue hongroise en 2012
  - Finaliste de la Coupe de la Ligue hongroise en 2013 et 2014

### Distinction personnelle
- Meilleur buteur de la Coupe de Hongrie en 2020 (8 buts)